# Fjordbyen
Fjordbyen (en norvégien, littéralement "la Ville du fjord") est un projet de rénovation urbaine du secteur portuaire de la ville d'Oslo en Norvège. Ce projet de rénovation a pour objet de libérer les terrains portuaires et routiers autour du fjord, pour les réaménager en zones résidentielles, culturels et de loisirs. Il a commencé dans les années 1980 avec le réaménagement du secteur d'Aker Brygge, puis a continué avec les aménagements de Bjørvika et de Tjuvholmen durant les années 2000, sans pour autant être terminé étant donné qu'une partie du port d'Oslo doit encore être réaménagé. Le projet est marqué par la rénovation de la gare centrale, l'enterrement de l'autoroute E18 qui longe le fjord, l'extension du tramway ainsi que l'arrivée dans le secteur de nombreuses institutions comme l'opéra d'Oslo, le musée Munch, le musée Stenersen, le musée Nasjonalgalleriet, la bibliothèque Deichman, ainsi que de nombreux gratte-ciel. Les objectifs du projet sont la construction de 9 000 nouveaux logements et avec près de 42 000 emplois. 

## Chronologie du projet

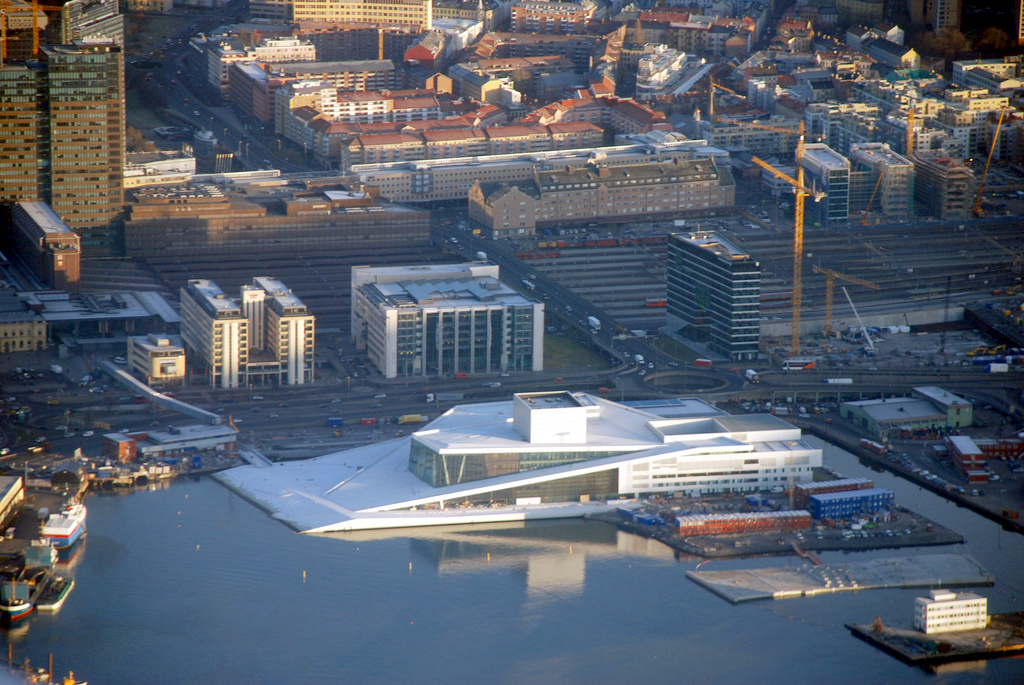
Le secteur de Bjorvika avec l'opéra d'Oslo.

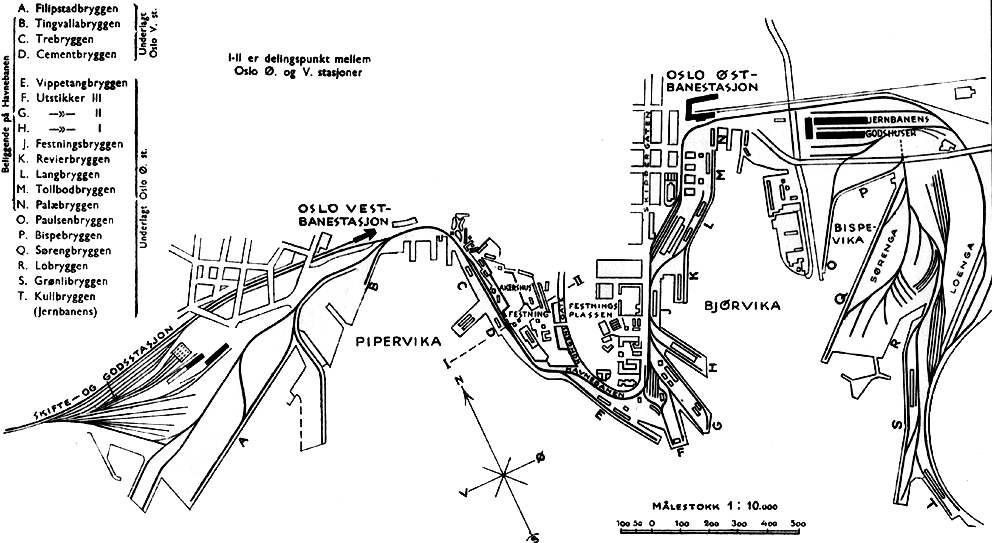
Schéma du port en 1936

Les premiers aménagements de la zone ont été la construction de l'hôtel de ville dans les années 1960, à la place des logements vétustes du quartier de Pipervika. L'aménagement de l'Aker Brygge a suivi, qui marque le début du projet Fjord City, dans les années 1980 et 1990, avec l'installation, de bâtiments résidentiels et commerciaux, avec les sièges sociaux de plusieurs entreprises norvégiennes comme DnB NOR, Storebrand et Aker ASA. En 1990, le tunnel Festning est ouvert, permettant l'aménagement d'une place. 
Le tramway d'Oslo est inauguré en 1995 en desservant les secteurs de l'hôtel de ville, Vika et Aker Brygge.
L'aménagement du quartier de Tjuvholmen a débuté en 2008, il s'agit d'un quartier résidentiel et commercial qui accueillera l'Académie nationale norvégienne de ballet (le Statens balletthøgskole).
En 2008 et 2009, le Conseil municipal a pris la décision de développer et d'étendre les fonctions portuaires des secteurs de Kongshavn, de Sjursøya, Ormsund et Bekkelaget, secteur maintenant connu sous le terme de Sydhavnen et situé au sud-est de Fjordbyen.

## Sources
- (en) Cet article est partiellement ou en totalité issu de l’article de Wikipédia en anglais intitulé « Fjord City » (voir la liste des auteurs).